# Donald N. Luckenbill
Donald Nicholas Luckenbill (Nesquehoning, 10 maart 1915 – Oyster Bay, 20 oktober 2006) was een Amerikaans componist, muziekpedagoog, dirigent en pianist. Hij was een zoon van het echtpaar Nicholas Pattison Luckenbill en Elizabeth Donald.

## Levensloop
Luckenbill studeerde muziek aan de City University of New York (CUNY) in New York. Later studeerde hij nog bij Erik W. G. Leidzén en Adolph Schmidt. In de periode van 1944 tot 1980 was hij muziekleraar aan verschillende openbare scholen, onder anderen aan de West Hazleton High School. 
Als componist schreef hij werken voor orkest, harmonieorkest, muziektheater en vocale en kamermuziek. 

## Composities

### Werken voor harmonieorkest
- 1957 Sagamore Hill march
- 1971 Good-night, dear
- 1973 A Happy holiday
- 1983 Circling the universe, symfonisch gedicht
- 1986 Thank you for America, patriottische ballade voor gemengd koor (of mannenkoor) en harmonieorkest (of piano)

### Muziektheater

#### Musicals
- 1953 Caesar was ambitious, musical - tekst: Howard Storm

### Vocale muziek

#### Liederen
- 1943 Why do I miss you?, voor zangstem en piano
- 1953 This might be love - tekst: Howard Storm
- 1954 Can't help feelin' happy, voor zangstem en piano
- 1954 Fortunately
- 1954 I wanna ride on an airline, ook bekend als I always fly British Airways, voor zangstem en piano
- 1954 Mister Moon (are you shining on the one that I adore?), voor zangstem en piano
- 1954 One word of love, voor zangstem en piano
- 1954 The Men of the Legion, voor zangstem en piano
- 1954 The Sun sets in the west, voor zangstem en piano
- 1954 Wait for me, voor zangstem en piano
- 1954 When will I see you?, voor zangstem en piano
- 1955 The Kissing song, voor zangstem en piano
- 1955 This might be love, voor zangstem en piano
- 1957 Sagamore Hill march, voor zangstem en piano
- 1983 Here's wishing you a happy day

### Kamermuziek
- 1983 In the apple tree, voor klarinet en piano

### Werken voor piano
- 1973 A Happy holiday